# 점박이돌고래
점박이돌고래(Stenella attenuata)는 참돌고래과 점박이돌고래속에 속하는 돌고래의 일종이다. 알락물돼지나 알락돌고래라고도 한다. 전세계의 온대와 열대 해역에서 발견된다. 참치용 어망에 의한 혼획으로 수백만 마리가 잘못 잡혔기 때문에 멸종이 우려된 적이 있었다. 1980년대 들어 동태평양에 서식하는 수백만 마리를 보호하기 위하여 "돌고래 보호용 참치잡이 방법"이 등장했다.

## 아종
- S. a. subspecies A - 동태평양 원해에서 발견됨.
- S. a. subspecies B - 하와이 섬 주변 해역에서 발견됨.
- S. a. graffmani - 멕시코부터 페루에 이르는 해안 해역에서 발견됨.
- S. a. attenuata

## 같이 보기
- 고래류의 종 목록
- 대서양알락돌고래